# جوزيف وود
جوزيف وود (بالإنجليزية: Joseph Wood)‏ هو قاضي ومحامي وسياسي أمريكي، ولد في 16 أكتوبر 1809، وتوفي في 5 فبراير 1890. انتخب عضو جمعية ولاية ويسكونسن.